# Gals and Pals

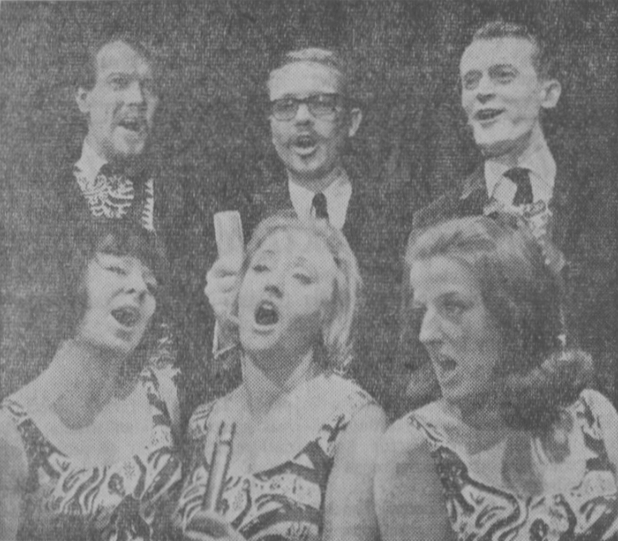
Gals and Pals, övre raden: Svante Thuresson, Lasse Bagge, Beppo Gräsman, undre raden: Kerstin Bagge, Pia Lang och Ulla Hallin (1965).

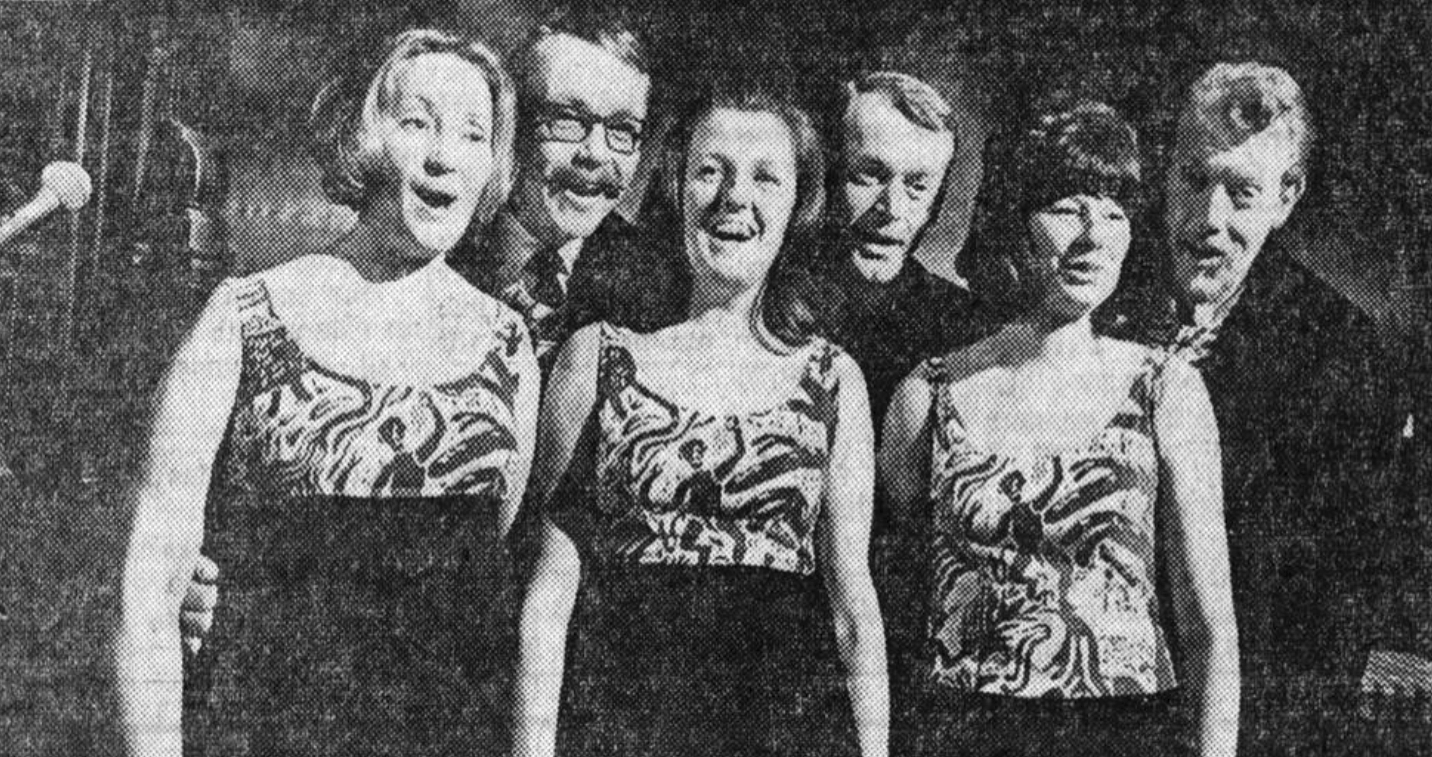
Gals and Pals (1966).

Gals and Pals var en svensk sånggrupp som grundades 1962 av Lasse Bagge, och hade sin storhetstid fram till 1967.

## Historia
Gruppen bildades ur den mer kortvariga vokalgruppen Four Hits. Denna ensemble var verksam åren runt 1960, med Johnny Ekh, Leppe Sundewall, Bosse Söderman och Pia Lang som medlemmar.
Ur Four Hits fortsatte Lang och Sundewall till den nya ensemblen Gals and Pals. Denna bestod till att börja med dessutom av Lasse och Kerstin Bagge, Ulla Hallin och Svante Thuresson. Senare medlemmar har bland annat varit Gillis Broman, Beppo Gräsman, Monica Dominique, Bosse Andersson, Lena Ericsson och Lena Willemark. Första gången gruppen stod på scen var i showen FiFajFoFum eller Hur på Berns 1963, tillsammans med Catrin Westerlund och Carl-Gustaf Lindstedt.
Många av Gals and Pals svenska texter skrevs av Beppe Wolgers, men gruppen samarbetade även med Povel Ramel i Knäppupp-revyerna Ta av dej skorna (1966) och På avigan (1967) samt med Tage Danielsson och Hasse Alfredson. De var bland annat med i Hasseåtages revy Gula hund (1964) på Chinateatern. Då var medlemmarna Kerstin Bagge, Lasse Bagge, Gillis Broman, Ulla Hallin, Pia Lang och Svante Thuresson.
I Hasse och Tages Spader, Madame! (1969) var de också med under namnet "Fina kören", men då var medlemmarna Lasse och Kerstin Bagge, Ulla Hallin, Monica Dominique, Jan Bergnér och Karin Stigmark. Flera av gruppens medlemmar figurerade även i Svenska Ords film Svenska Bilder, samt i reklamfilmer. Den icke-svenska repertoaren bestod till stor del av sånger skrivna av Burt Bacharach.
Gruppen uppträdde under några kvällar på Hamburger Börs i Stockholm 1979. Där framträdde fyra sjättedelar av ursprungsuppsättningen – Svante Thuresson, Pia Lang, Lasse Bagge och Kerstin Bagge – tillsammans med Monica Dominique och Bosse Andersson.

## Diskografi
- Gals and Pals sings Gals and Pals' favorites (1964)
- Gals and Pals på nya äfventyr (1965)
- Sing Something for Everyone (1966)
- I San Francisco (samling) (1967)
- Vocals 1963-1967 (samlings-CD) (1993)
- Guldkorn (samlings-CD) (2000)
- Gals & Pals In The 80's (2012)